# 海洋生物多样性信息系统
海洋生物地理信息系统（英語：Ocean Biogeographic Information System, OBIS）是世界上最大的在线海洋生物数据库。它收录了2000-2010年“海洋生物普查计划” (Census of Marine Life, CoML)以来的海洋生物信息数据集, 提供数据搜索、分类名录查询等。OBIS可开展多种来源的生物学、物理学和化学海洋数据评估和集成分析。截至2021年，OBIS已收录约15万种海洋生物, 以及8000多万份数据记录。